# Subadar
Subadar var en indisk ämbetstitel som av Delhihärskarna sedan Aurangzebs tid gavs åt ståthållaren över en större provinskomplex (subah), medan den subadaren underordnade styresmannen över en till komplexen hörande provins kallades nawab. 
Så småningom blev subadarämbetet ärftligt och dess innehavare faktiskt självständig. Mest bekanta är subadarerna över Sydindien (med underlydande nawab i Karnatik) samt över Bengalen, Bihar och Orissa, där Ali Vardi Khan (död 1756) under denna titel grundlade ett stort rike, vilket hans sonson och efterträdare Siraj-ud-daula förlorade efter sitt nederlag 1757 vid Plassey mot engelsmännen under Clive.
I Ostindiska Kompaniets armé i Indien var subadar en indisk kapten. I brittisk-indiska armén var subadar en Viceroy's Commissioned Officer, det vill säga en officer med högre grad än det indiska underbefälet och manskapet, men lägre grad än de brittiska officerarna. I dagens indiska armé är subadar en Junior Commissioned Officer, det vill säga en officer med högre grad än en underofficer, men med lägre grad än en officer. Motsvarigheten i de brittiska gurkhaförbanden är Gurkha Captain, en Queen's Gurkha Officer.